# سوسن الزهرة الجميلة
سوسن الزهرة الجميلة مسلسل أنمي ياباني من إنتاج شركة توي أنيميشن عرض لأول مره في 9 فبراير 1979 واستمر عرضه حتى 8 فبراير 1980 وتمت دبلجة المسلسل للغة العربية.

## القصة

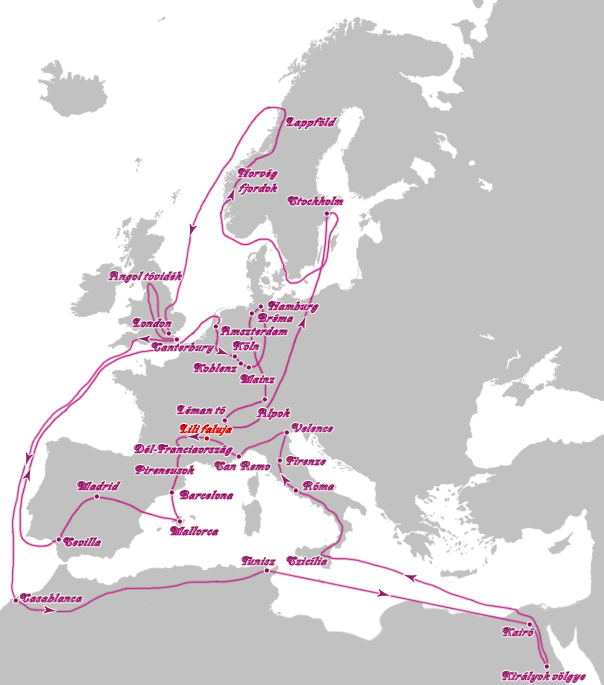
رحلة سوسن في أنمي (سوسن الزهرة الجميلة), طاف الثلاثة (سوسن وزنبق وفلة) العالم كما هو الترتيب المذكور

سوسن هي فتاة، تقريباً، في سن الرابعة عشرة وهي تسكن مع جديها في بيتهم اللذي يكون أيضاَ متتجر لبيع الزهور، ومكان إقامتهم في بلدة ما في جنوب فرنسا أقامتهم.
سوسن فتاة جميلة وطيبة لكنها جريئة كالأولاد وأصدقائها في بلدتها ثلاث صبية من سنها وأصغر، في يوم عيد ميلادها التقت بكلب عجيب يتكلم... بينما هي تلعب مع أصحابها ألعاباً صبيانية فلقد كانت تنزلق بزلاجة على الأعشاب كادت أن تصتدم بالكلب النائم، تفادت هذا الاصتدام ووقعت في الطين وأزالت القبعة التي غطت شعرها فعرف الكلب أنها فتاة وتحدث اليها بينما أرتعب أصحابها منه وفروا هاربين، إصطحبته معها للبيت كضيف في عيد ميلادها المقتصر فقط عليها وجديها وتلحق لاحقا بهم الهرة المتكلمة فلة
هؤلاء الاثنين (الكلب والهرة) يكونان رسولين من كوكب آخر هو كوكب الأزهار وأتيا ليساعدا فتاة ما في البحث لهما عن شيء مهم... ويتضح أن الفتاة المعنية هي سوسن فطلبا منها، هذان الرسولان من كوكب الأزهار، أن تبحث لهم عن زهرة بسبعة ألوان...
الكلب زنبق والهرة فلة أتيا لكوكب الأرض ليطلبوا المساعدة من سوسن في البحث عن الزهرة ذات الألوان السبعة والتي تكون رمزاً للملك اللذي يريد تتويج إبنه خليفة له ولا يمكنة ذلك دون دليل الملكية وهو هذه الزهرة، ووقع الاختيار على سوسن لتقوم بمهمة البحث وذلك لأنها تكون سليلة أرواح الأزهار.... أي أن سكان كوكب الأزهار تزوجوا بأهل الأرض منذ القدم وسوسن تكون من سلالة هذا الزواج لذا وقع عليها الاختيار والتكليف من ملك كوكب الأزهار اللذي يريدها أن تحضر له الزهرة ذات الألوان السبعة... وبالطبع توافق.
و تبدأ رحلتهم.... الثلاثة سوسن وزنبق (الكلب) وفلة (الهرة) يطوفون العالم ابتداءَ بـ فرنسا ومنها إلى إسبانيا، هولندا، ألمانيا، سويسرا والسويدثم النرويج فبريطانيا ومن المغرب إلى مصر إلى إيطاليا والعودة ثانية إلى فرنسا
و في كل حلقة تلتقي بأهل البلد الذي سافرت الية وتساعدهم في حل مشاكلهم وتستخدم المفتاح السحري المهدى اليها من ملك كوكب الأزهار وتستخدمه لتغيير ملابسها لتكون ملابسها أي شكل تشاء... من ملابس ضد النار إلى التنكر بجميع الأشكال... المفتاح السحري عبارة عن مرآة تجعلها تسطع على أي زهرة فتكتسب من الزهرة فستاناً يكون في أغلب الأحيان بلون هذه الزهرة...
و سوسن تواجة دائماً المتاعب والسبب هو نرجس الشريرة وتابعها زعرور، نرجس من كوكب الأزهار ولقد أتت إلى الأرض لتستولي على الزهرة ذات الألوان السبعة ولتمكنها من اعتلاء العرش بدلا من الملك فهي من عائلة تنافس العائلة الحاكمة على الملكية، نرجس جميلة ولها شعر بني طويل لكنها تستخدم السحر ودائماً تنادي ريح الأرياح...
ريح تستدعيها وتستخدمها لتقذف بسوسن وزنبق وفلة بعيداً، وعندما تفعل ذلك تستنفذ قواها وتظهر تعرجات وتجاعيد في وجهها وتحاول أخفاء وجهها عن الآخرين، تابعها زعرور يبدو أنه حيوان بشكل أنسان وهو راكون، زعرور سيد في التخفي والتنكر ويستعمل مظلته، التي يؤرجحها في يده كشارلي تشابلن يستعملها كغطاء ويظهر بعد رفع المظلة بشكل جديد، لكن دائماً يفضحه ذنبه المخطط.. نرجس وزعرور كسالا دائماً، يريدون لسوسن التعب والبحث لهم عن الزهرة الملونة وعندما تجدها يأتون لأخذ الزهرة وسرقتها منها..
و طبعاَ لا ننسى أن هناك دائماَ فتاً غامضاً وهو شاب وسيم يظهر دائماً فجئة ليساعد سوسن عندما تقع في متاعب وليشجعها في أحيان أخرى، هذا الشاب هو باسل مصور مختص بتصوير النباتات النادرة، دائماَ يكون على نفس طريق سفر سوسن ودائماَ يهدي السكان اللذين تلتقي بهم سوسن بذور أو شتلات أزهار..
يأتي أليهم بعد أن تودعهم سوسن وتذهب وهي لا تعلم أنه خلفها ويهدي الناس اللذين ألتقت بهم بذور أزهار
تكون هذه الزهرة تحمل معنى ومغزى أخلاقي يكون بمثابة الدرس اللذي نتعلمه بعد ما مر من أحداث في الحلقة
باسل يهدي الناس البذور ليتذكروا سوسن بها وتنتهي الحلقة ونحن نسمع الراوية تشرح لنا ماذا تعني هذه الزهرة بلغة الأزهارَ....
في نهاية المسلسل.....
أخيراً سوسن تعثر على الزهرة ذات الألوان السبعة...
أين تجدها؟ في حديقة جدها حيث زرع بذور أزهار كان الناس اللذين التقت بهم سوسن في أسفارها يبعثون بها اليه.. جمع هذه البذور وزرعها فأنبتت الزهرة التي تبحث عنها سوسن..
الزهرة ذات الألوان السبعة تكون زهرة الحب التي أعطته سوسن للسكان اللذين تعرفت عليهم وساعدتهم في أسفارها...
تأخذ الزهرة وتذهب بها لكوكب الأزهار حتى يتمكن الأمير من أن يصبح ملكاً بدلاً من والده
لكن سوسن تكتشف أن الأمير يكون هو الشاب الغامض باسل اللذي ساعدها في العديد من المرات...
باسل يكون قد وقع في حب سوسن ولهذا يتنازل عن مكانه ومنصبه لأخيه الأصغر ويفضل على هذا الرجوع مع سوسن إلى الأرض لكي يتزوجها

## الشخصيات
- سوسن
- باسل
- زنبق
- فلة
- نرجس
- زعرور
- الجد
- الجدة

## الممثلون
- ناهد فهيم
- ثريا نور الدين
- سامية نور الدين
- محمد نور الدين
- سميرة شامية
- غسان المشيني
- زهير حداد

## روابط خارجية
- Official site by Toei (باليابانية)
- سوسن الزهرة الجميلة على موقع IMDb (الإنجليزية)
- سوسن الزهرة الجميلة على موقع كينوبويسك (الروسية)
- سوسن الزهرة الجميلة على موقع قاعدة بيانات الفيلم (الإنجليزية)
- سوسن الزهرة الجميلة على موقع ANN anime (الإنجليزية)
- سوسن الزهرة الجميلة (أنمي) في شبكة أخبار الأنمي